# فرودگاه بین‌المللی بنگر
فرودگاه بین‌المللی بنگر (به انگلیسی: Bangor International Airport) یک فرودگاه همگانی با کد یاتا BGR است که یک باند فرود آسفالت دارد و طول باند آن ۳۴۸۷ متر است. این فرودگاه در کشور ایالات متحده آمریکا قرار دارد و در ارتفاع ۵۹ متری از سطح دریا واقع شده‌است.

## شرکت‌های هواپیمایی و مقصدهای پروازی

### مسافری
| شرکت‌های هواپیمایی | مقصدهای پروازی                                                      |
| ----------------- | ------------------------------------------------------------------- |
| الیجنت ایر        | اورلندو سنفورد، سن پترزبورگ-کلیرواتر                                |
| امریکن ایگل       | فیلادلفیا، ملی رونالد ریگان واشینگتن فصلی: شارلوت داگلاس، لاگواردیا |
| دلتا ایرلاینز     | فصلی: جان اف کندی                                                   |
| دلتا کانکشن       | جان اف کندی, لاگواردیا                                              |
| یونایتد اکسپرس    | فصلی: اوهر شیکاگو، لیبرتی نیوآرک                                    |

#### Aircraft Usage
- الیجنت ایر uses خانواده ایرباس ای۳۲۰ aircraft.
- امریکن ایگل uses بمباردیه اروسپیس بمباردیه سی‌آرجی ۱۰۰/۲۰۰، بمباردیه سی‌آرجی ۷۰۰/۹۰۰، بمباردیه سی‌آرجی ۷۰۰/۹۰۰, and امبرائر ئی-جت aircraft.
- دلتا ایرلاینز uses بوئینگ ۷۱۷ aircraft.
- دلتا کانکشن uses بمباردیه اروسپیس بمباردیه سی‌آرجی ۱۰۰/۲۰۰، بمباردیه سی‌آرجی ۷۰۰/۹۰۰ aircraft.
- یونایتد اکسپرس uses امبرائر ئی‌آرجی ۱۳۵/۱۴۰/۱۴۵ and امبرائر ئی-جت aircraft.

### باری
| شرکت‌های هواپیمایی                         | مقصدهای پروازی                             |
| ----------------------------------------- | ------------------------------------------ |
| فدکس اکسپرس اجرا توسط Wiggins Airways     | منطقه‌ای منچستر-بستون، جت بین‌المللی پورتلند |
| یوپی‌اس ایرلاینز اجرا توسط Wiggins Airways | برلینگتون                                  |

### Top destinations
| Rank | Destination city               | Passengers | Carriers        |
| ---- | ------------------------------ | ---------- | --------------- |
| 1    | فیلادلفیا                      | 65,910     | American        |
| 2    | لاگواردیا                      | 48,920     | American, Delta |
| 3    | ملی رونالد ریگان واشینگتن      | 37,390     | American        |
| 4    | اورلندو سنفورد                 | 25,870     | Allegiant       |
| 5    | متروپولیتن شهرستان وین دیترویت | 25,350     | Delta           |
| 6    | سن پترزبورگ-کلیرواتر           | 22,950     | Allegiant       |
| 7    | اوهر شیکاگو                    | 12,180     | United          |
| 8    | لیبرتی نیوآرک                  | 6,900      | United          |
| 9    | جان اف کندی                    | 4,350      | Delta           |